# Monte Cassino (roman)
Monte Cassino je vojni roman danskega pisatelja Svena Hassela.

## Zgodba
Po prihodu iz vzhodne fronte je bil kazenski polk glavnega junaka premeščen v Italijo, k samostanu Monte Cassino. Tam morajo zaveznikom preprečiti prihod do Rima. Borijo se z Britanci in Američani. Ves čas so zelo bombardirani. Zgodbo popestrijo Svenovi prijatelji, s katerimi že več let skupaj služi v kazenskem polku.